# Copa Libertadores da América de 2011
A Copa Libertadores da América de 2011 foi a 52.ª edição da competição de futebol realizada todos os anos pela Confederação Sul-Americana de Futebol (CONMEBOL). Equipes das dez associações sul-americanas mais o México participaram do torneio.
Numa reedição da final de 1962, o Santos novamente superou o Peñarol após empatar sem gols em Montevidéu, e vencer a partida de volta em São Paulo por 2–1. Com o terceiro título na história, o Santos garantiu uma vaga na Copa do Mundo de Clubes da FIFA de 2011 que foi disputada em dezembro, no Japão, como representante da CONMEBOL e o direito de disputar a Recopa Sul-Americana de 2012.
A competição teve média de público de 17.115 pessoas.

## Equipes classificadas
Para 2011 a competição voltou a ter o número de 38 participantes, estendido na edição anterior devido à inclusão de clubes mexicanos desistentes em 2009.
Algumas mudanças nos critérios de qualificação também ocorreram, sendo a principal delas a inclusão de uma vaga para o campeão da Copa Sul-Americana de 2010. Contudo, o país do campeão não ganha uma vaga extra, sendo substituída por uma das vagas previamente destinadas a cada confederação. Alguns países como Bolívia, Chile, Peru, Uruguai e México modificaram os seus métodos de qualificação para a Copa Libertadores.
| País                               | Equipe                 | Classificação                                                  |
| ---------------------------------- | ---------------------- | -------------------------------------------------------------- |
| Argentina · (5 vagas)              | Argentinos Juniors     | Campeão do Torneio Clausura 2010                               |
| Argentina · (5 vagas)              | Estudiantes            | Campeão do Torneio Apertura 2010                               |
| Argentina · (5 vagas)              | Vélez Sarsfield        | Melhor pontuação na tabela agregada de 2010                    |
| Argentina · (5 vagas)              | Godoy Cruz             | 2ª melhor pontuação na tabela agregada de 2010                 |
| Argentina · (5 vagas)              | Independiente          | Campeão da Copa Sul-Americana de 2010                          |
| Bolívia · (3 vagas)                | Jorge Wilstermann      | Campeão do Torneio Apertura 2010                               |
| Bolívia · (3 vagas)                | Oriente Petrolero      | Campeão do Torneio Clausura 2010                               |
| Bolívia · (3 vagas)                | Bolívar                | Vice-campeão do Torneio Clausura 2010                          |
| Brasil · (5 vagas + atual campeão) | Internacional          | Campeão da Copa Libertadores 2010                              |
| Brasil · (5 vagas + atual campeão) | Fluminense             | Campeão do Campeonato Brasileiro Série A 2010                  |
| Brasil · (5 vagas + atual campeão) | Santos                 | Campeão da Copa do Brasil de 2010                              |
| Brasil · (5 vagas + atual campeão) | Cruzeiro               | Vice-campeão do Campeonato Brasileiro Série A 2010             |
| Brasil · (5 vagas + atual campeão) | Corinthians            | 3º colocado no Campeonato Brasileiro Série A 2010              |
| Brasil · (5 vagas + atual campeão) | Grêmio                 | 4º colocado no Campeonato Brasileiro Série A 2010              |
| Chile · (3 vagas)                  | Universidad Católica   | Campeão da Primeira Divisão 2010                               |
| Chile · (3 vagas)                  | Colo-Colo              | Melhor pontuação na primeira fase da Primeira Divisão 2010     |
| Chile · (3 vagas)                  | Unión Española         | Campeão da Liguilla da Primeira Divisão 2010                   |
| Colômbia · (3 vagas)               | Junior de Barranquilla | Campeão do Torneio Apertura 2010                               |
| Colômbia · (3 vagas)               | Once Caldas            | Campeão do Torneio Finalización 2010                           |
| Colômbia · (3 vagas)               | Deportes Tolima        | Melhor pontuação na temporada 2010                             |
| Equador · (3 vagas)                | LDU Quito              | Campeão do Campeonato Equatoriano de 2010                      |
| Equador · (3 vagas)                | Emelec                 | Vice-campeão do Campeonato Equatoriano de 2010                 |
| Equador · (3 vagas)                | Deportivo Quito        | 3º colocado no Campeonato Equatoriano de 2010                  |
| Paraguai · (3 vagas)               | Libertad               | Melhor pontuação entre os campeões do Apertura e Clausura 2010 |
| Paraguai · (3 vagas)               | Guaraní                | Pior pontuação entre os campeões do Apertura e Clausura 2010   |
| Paraguai · (3 vagas)               | Cerro Porteño          | Melhor pontuação na temporada 2010                             |
| Peru · (3 vagas)                   | Universidad San Martín | Campeão do Campeonato Descentralizado 2010                     |
| Peru · (3 vagas)                   | León de Huánuco        | Vice-campeão do Campeonato Descentralizado 2010                |
| Peru · (3 vagas)                   | Alianza Lima           | Melhor pontuação na temporada 2010                             |
| Uruguai · (3 vagas)                | Peñarol                | Campeão da Primeira Divisão 2009–10                            |
| Uruguai · (3 vagas)                | Nacional               | Vice-campeão da Primeira Divisão 2009–10                       |
| Uruguai · (3 vagas)                | Liverpool              | Melhor pontuação na tabela agregada de 2009–10                 |
| Venezuela · (3 vagas)              | Caracas                | Campeão da Primeira Divisão 2009–10                            |
| Venezuela · (3 vagas)              | Deportivo Táchira      | Vice-campeão do Primeira Divisão 2009–10                       |
| Venezuela · (3 vagas)              | Deportivo Petare       | Melhor pontuação na tabela agregada de 2009–10                 |
| México · (3 vagas)                 | América                | Melhor pontuação na fase inicial do Torneio Apertura 2010      |
| México · (3 vagas)                 | San Luis               | 2ª melhor pontuação na fase inicial do Torneio Apertura 2010   |
| México · (3 vagas)                 | Jaguares               | 3ª melhor pontuação na fase inicial do Torneio Apertura 2010   |

## Sorteio
O sorteio da fase de grupos e os cruzamentos entre as equipes que iniciaram desde a primeira fase se realizou em 25 de novembro de 2010 na sede da CONMEBOL em Assunção, no Paraguai. Diferente dos anos anteriores, onde somente equipes do Brasil e Argentina eram cabeças-de-chave, nessa edição clubes da Colômbia, Equador, Peru e Venezuela também garantiram o direito de liderar os grupos.
O resultado do sorteio determinou os seguintes confrontos:
| Primeira fase | Primeira fase  | Primeira fase    |
| ------------- | -------------- | ---------------- |
| Chave 1       | Corinthians    | Deportes Tolima  |
| Chave 2       | Jaguares       | Alianza Lima     |
| Chave 3       | Cerro Porteño  | Deportivo Petare |
| Chave 4       | Unión Española | Bolívar          |
| Chave 5       | Independiente  | Deportivo Quito  |
| Chave 6       | Grêmio         | Liverpool        |

| Fase de grupos                                         | Fase de grupos                                                               | Fase de grupos                                   | Fase de grupos                                                   |
| Grupo 1                                                | Grupo 2                                                                      | Grupo 3                                          | Grupo 4                                                          |
| ------------------------------------------------------ | ---------------------------------------------------------------------------- | ------------------------------------------------ | ---------------------------------------------------------------- |
| Universidad San Martín Libertad Once Caldas San Luis   | Junior de Barranquilla Oriente Petrolero León de Huánuco Vencedor da chave 6 | Argentinos Juniors Nacional Fluminense América   | Caracas Universidad Católica Vélez Sarsfield Vencedor da chave 4 |
| Grupo 5                                                | Grupo 6                                                                      | Grupo 7                                          | Grupo 8                                                          |
| Santos Colo-Colo Deportivo Táchira Vencedor da chave 3 | Internacional Jorge Wilstermann Emelec Vencedor da chave 2                   | Estudiantes Guaraní Cruzeiro Vencedor da chave 1 | LDU Quito Peñarol Godoy Cruz Vencedor da chave 5                 |

## Primeira fase
Esta fase foi disputada entre 25 de janeiro e 3 de fevereiro. Doze equipes iniciaram dessa fase onde seis se classificaram a fase seguinte. Em caso de igualdade em pontos, o primeiro critério de desempate seria o gol marcado fora de casa. Equipe 1 realizou a partida de ida em casa.
| Chave | Equipe 1      | Total | Equipe 2         | Ida | Volta |
| ----- | ------------- | ----- | ---------------- | --- | ----- |
| 1     | Corinthians   | 0–2   | Deportes Tolima  | 0–0 | 0–2   |
| 2     | Alianza Lima  | 0–4   | Jaguares         | 0–2 | 0–2   |
| 3     | Cerro Porteño | 2–1   | Deportivo Petare | 1–0 | 1–1   |
| 4     | Bolívar       | 0–1   | Unión Española   | 0–1 | 0–0   |
| 5     | Independiente | 2–1   | Deportivo Quito  | 2–0 | 0–1   |
| 6     | Liverpool     | 3–5   | Grêmio           | 2–2 | 1–3   |

## Fase de grupos
As partidas da fase de grupos foram disputadas entre 9 de fevereiro e 20 de abril. As duas melhores equipes de cada grupo avançaram para a fase final, totalizando 16 classificados.

### Grupo 1
| Pos | Equipe                 | Pts | J | V | E | D | GP | GC | SG | Classificado |     | LIB | OCA | USM | SLU |
| --- | ---------------------- | --- | - | - | - | - | -- | -- | -- | ------------ | --- | --- | --- | --- | --- |
| 1   | Libertad               | 14  | 6 | 4 | 2 | 0 | 13 | 5  | +8 | Fase final   |     | —   | 2–2 | 5–1 | 2–0 |
| 2   | Once Caldas            | 7   | 6 | 1 | 4 | 1 | 7  | 8  | −1 | Fase final   |     | 1–1 | —   | 0–3 | 1–1 |
| 3   | Universidad San Martín | 6   | 6 | 2 | 0 | 4 | 7  | 11 | −4 |              |     | 0–1 | 0–2 | —   | 2–0 |
| 4   | San Luis               | 5   | 6 | 1 | 2 | 3 | 6  | 9  | −3 |              | 1–2 | 1–1 | 3–1 | —   |     |

### Grupo 2
| Pos | Equipe                 | Pts | J | V | E | D | GP | GC | SG | Classificado |     | JUN | GRE | OPE | LHU |
| --- | ---------------------- | --- | - | - | - | - | -- | -- | -- | ------------ | --- | --- | --- | --- | --- |
| 1   | Junior de Barranquilla | 13  | 6 | 4 | 1 | 1 | 9  | 7  | +2 | Fase final   |     | —   | 2–1 | 2–1 | 1–1 |
| 2   | Grêmio                 | 10  | 6 | 3 | 1 | 2 | 9  | 6  | +3 | Fase final   |     | 2–0 | —   | 3–0 | 2–0 |
| 3   | Oriente Petrolero      | 6   | 6 | 2 | 0 | 4 | 7  | 8  | −1 |              |     | 1–2 | 3–0 | —   | 2–0 |
| 4   | León de Huánuco        | 5   | 6 | 1 | 2 | 3 | 4  | 8  | −4 |              | 1–2 | 1–1 | 1–0 | —   |     |

### Grupo 3
| Pos | Equipe             | Pts | J | V | E | D | GP | GC | SG | Classificado |     | AME | FLU | NAC | ARG |
| --- | ------------------ | --- | - | - | - | - | -- | -- | -- | ------------ | --- | --- | --- | --- | --- |
| 1   | América            | 10  | 6 | 3 | 1 | 2 | 8  | 7  | +1 | Fase final   |     | —   | 1–0 | 2–0 | 2–1 |
| 2   | Fluminense         | 8   | 6 | 2 | 2 | 2 | 9  | 9  | 0  | Fase final   |     | 3–2 | —   | 0–0 | 2–2 |
| 3   | Nacional           | 8   | 6 | 2 | 2 | 2 | 3  | 3  | 0  |              |     | 0–0 | 2–0 | —   | 0–1 |
| 4   | Argentinos Juniors | 7   | 6 | 2 | 1 | 3 | 9  | 10 | −1 |              | 3–1 | 2–4 | 0–1 | —   |     |

### Grupo 4
| Pos | Equipe               | Pts | J | V | E | D | GP | GC | SG | Classificado |     | UC  | VEL | CAR | UE  |
| --- | -------------------- | --- | - | - | - | - | -- | -- | -- | ------------ | --- | --- | --- | --- | --- |
| 1   | Universidad Católica | 11  | 6 | 3 | 2 | 1 | 11 | 9  | +2 | Fase final   |     | —   | 0–0 | 1–3 | 2–1 |
| 2   | Vélez Sarsfield      | 10  | 6 | 3 | 1 | 2 | 12 | 7  | +5 | Fase final   |     | 3–4 | —   | 3–0 | 2–1 |
| 3   | Caracas              | 9   | 6 | 3 | 0 | 3 | 7  | 10 | −3 |              |     | 0–2 | 0–3 | —   | 2–0 |
| 4   | Unión Española       | 4   | 6 | 1 | 1 | 4 | 7  | 11 | −4 |              | 2–2 | 2–1 | 1–2 | —   |     |

### Grupo 5
| Pos | Equipe            | Pts | J | V | E | D | GP | GC | SG | Classificado |     | CPO | SAN | CC  | TAC |
| --- | ----------------- | --- | - | - | - | - | -- | -- | -- | ------------ | --- | --- | --- | --- | --- |
| 1   | Cerro Porteño     | 11  | 6 | 3 | 2 | 1 | 13 | 8  | +5 | Fase final   |     | —   | 1–2 | 5–2 | 1–1 |
| 2   | Santos            | 11  | 6 | 3 | 2 | 1 | 11 | 8  | +3 | Fase final   |     | 1–1 | —   | 3–2 | 3–1 |
| 3   | Colo-Colo         | 9   | 6 | 3 | 0 | 3 | 15 | 16 | −1 |              |     | 2–3 | 3–2 | —   | 2–1 |
| 4   | Deportivo Táchira | 2   | 6 | 0 | 2 | 4 | 5  | 12 | −7 |              | 0–2 | 0–0 | 2–4 | —   |     |

### Grupo 6
| Pos | Equipe            | Pts | J | V | E | D | GP | GC | SG  | Classificado |     | INT | CHI | EME | WIL |
| --- | ----------------- | --- | - | - | - | - | -- | -- | --- | ------------ | --- | --- | --- | --- | --- |
| 1   | Internacional     | 13  | 6 | 4 | 1 | 1 | 14 | 3  | +11 | Fase final   |     | —   | 4–0 | 2–0 | 3–0 |
| 2   | Jaguares          | 9   | 6 | 3 | 0 | 3 | 6  | 8  | −2  | Fase final   |     | 1–0 | —   | 2–1 | 2–0 |
| 3   | Emelec            | 8   | 6 | 2 | 2 | 2 | 4  | 5  | −1  |              |     | 1–1 | 1–0 | —   | 1–0 |
| 4   | Jorge Wilstermann | 4   | 6 | 1 | 1 | 4 | 3  | 11 | −8  |              | 1–4 | 2–1 | 0–0 | —   |     |

### Grupo 7
| Pos | Equipe          | Pts | J | V | E | D | GP | GC | SG  | Classificado |     | CRU | EST | TOL | GUA |
| --- | --------------- | --- | - | - | - | - | -- | -- | --- | ------------ | --- | --- | --- | --- | --- |
| 1   | Cruzeiro        | 16  | 6 | 5 | 1 | 0 | 20 | 1  | +19 | Fase final   |     | —   | 5–0 | 6–1 | 4–0 |
| 2   | Estudiantes     | 10  | 6 | 3 | 1 | 2 | 9  | 11 | −2  | Fase final   |     | 0–3 | —   | 1–0 | 5–1 |
| 3   | Deportes Tolima | 8   | 6 | 2 | 2 | 2 | 5  | 8  | −3  |              |     | 0–0 | 1–1 | —   | 1–0 |
| 4   | Guaraní         | 0   | 6 | 0 | 0 | 6 | 2  | 16 | −14 |              | 0–2 | 1–2 | 0–2 | —   |     |

### Grupo 8
| Pos | Equipe        | Pts | J | V | E | D | GP | GC | SG | Classificado |     | LDU | PEN | IND | GCR |
| --- | ------------- | --- | - | - | - | - | -- | -- | -- | ------------ | --- | --- | --- | --- | --- |
| 1   | LDU Quito     | 10  | 6 | 3 | 1 | 2 | 12 | 4  | +8 | Fase final   |     | —   | 5–0 | 3–0 | 2–0 |
| 2   | Peñarol       | 9   | 6 | 3 | 0 | 3 | 6  | 11 | −5 | Fase final   |     | 1–0 | —   | 0–1 | 2–1 |
| 3   | Independiente | 8   | 6 | 2 | 2 | 2 | 7  | 8  | −1 |              |     | 1–1 | 3–0 | —   | 1–3 |
| 4   | Godoy Cruz    | 7   | 6 | 2 | 1 | 3 | 8  | 10 | −2 |              | 2–1 | 1–3 | 1–1 | —   |     |

## Classificação para a fase final
Para a determinação das chaves da fase de oitavas de final em diante, as equipes foram divididas entre os primeiros colocados e os segundos colocados na fase de grupos, definindo os cruzamentos da seguinte forma: 1º vs. 16º, 2º vs. 15º, 3º vs. 14º, 4º vs. 13º, 5º vs. 12º, 6º vs. 11º, 7º vs. 10º e 8º vs. 9º, sendo de 1º a 8º os primeiros de cada grupo e de 9º a 16º os segundos.
Esta classificação também servirá para determinar em todas as fases seguintes qual time terá a vantagem de jogar a partida de volta em casa, sendo sempre o time de melhor colocação a ter este direito.
Caso duas equipes de um mesmo país se classifiquem para a fase semifinal, elas obrigatoriamente terão que se enfrentar, mesmo que o emparceiramento não aponte para isso. Se na decisão, uma das equipes for do México, a primeira partida da final será obrigatoriamente em território mexicano.
Tabela de classificação
| Pos. | Primeiros dos grupos   | Pts | J | V | E | D | GP | GC | SG  | Ap  |
| ---- | ---------------------- | --- | - | - | - | - | -- | -- | --- | --- |
| 1    | Cruzeiro               | 16  | 6 | 5 | 1 | 0 | 20 | 1  | +19 | 89% |
| 2    | Libertad               | 14  | 6 | 4 | 2 | 0 | 13 | 5  | +8  | 78% |
| 3    | Internacional          | 13  | 6 | 4 | 1 | 1 | 14 | 3  | +11 | 72% |
| 4    | Junior de Barranquilla | 13  | 6 | 4 | 1 | 1 | 9  | 7  | +2  | 72% |
| 5    | Cerro Porteño          | 11  | 6 | 3 | 2 | 1 | 13 | 8  | +5  | 61% |
| 6    | Universidad Católica   | 11  | 6 | 3 | 2 | 1 | 11 | 9  | +2  | 61% |
| 7    | LDU Quito              | 10  | 6 | 3 | 1 | 2 | 12 | 4  | +8  | 55% |
| 8    | América                | 10  | 6 | 3 | 1 | 2 | 8  | 7  | +1  | 55% |

| Pos. | Segundos dos grupos | Pts | J | V | E | D | GP | GC | SG | Ap  |
| ---- | ------------------- | --- | - | - | - | - | -- | -- | -- | --- |
| 9    | Santos              | 11  | 6 | 3 | 2 | 1 | 11 | 8  | +3 | 61% |
| 10   | Vélez Sarsfield     | 10  | 6 | 3 | 1 | 2 | 12 | 7  | +5 | 55% |
| 11   | Grêmio              | 10  | 6 | 3 | 1 | 2 | 9  | 6  | +3 | 55% |
| 12   | Estudiantes         | 10  | 6 | 3 | 1 | 2 | 9  | 11 | -2 | 55% |
| 13   | Jaguares            | 9   | 6 | 3 | 0 | 3 | 6  | 8  | -2 | 50% |
| 14   | Peñarol             | 9   | 6 | 3 | 0 | 3 | 6  | 11 | -5 | 50% |
| 15   | Fluminense          | 8   | 6 | 2 | 2 | 2 | 9  | 9  | 0  | 44% |
| 16   | Once Caldas         | 7   | 6 | 1 | 4 | 1 | 7  | 8  | -1 | 39% |

## Fase final
Em itálico, os times que possuem o mando de campo no primeiro jogo do confronto e em negrito os times classificados.
|  | Oitavas de final           | Oitavas de final           | Oitavas de final           | Oitavas de final           |   |                 | Quartas de final   | Quartas de final   | Quartas de final   | Quartas de final   |  |              | Semifinais                 | Semifinais                 | Semifinais                 | Semifinais                 |         |   | Final            | Final            | Final            | Final            |
|  | de 26 de abril a 5 de maio | de 26 de abril a 5 de maio | de 26 de abril a 5 de maio | de 26 de abril a 5 de maio |   |                 | de 11 a 19 de maio | de 11 a 19 de maio | de 11 a 19 de maio | de 11 a 19 de maio |  |              | de 25 de maio a 2 de junho | de 25 de maio a 2 de junho | de 25 de maio a 2 de junho | de 25 de maio a 2 de junho |         |   | 15 e 22 de junho | 15 e 22 de junho | 15 e 22 de junho | 15 e 22 de junho |
|  |                            |                            |                            |                            |   |                 |                    |                    |                    |                    |  |              |                            |                            |                            |                            |         |   |                  |                  |                  |                  |
|  | Peñarol                    | 1                          | 2                          | 3                          |   |                 |                    |                    |                    |                    |  |              |                            |                            |                            |                            |         |   |                  |                  |                  |                  |
|  | Internacional              | 1                          | 1                          | 2                          |   |                 |                    |                    |                    |                    |  |              |                            |                            |                            |                            |         |   |                  |                  |                  |                  |
|  | Internacional              | 1                          | 1                          | 2                          |   | Peñarol         | 2                  | 1                  | 3                  |                    |  |              |                            |                            |                            |                            |         |   |                  |                  |                  |                  |
|  |                            |                            |                            |                            |   | Peñarol         | 2                  | 1                  | 3                  |                    |  |              |                            |                            |                            |                            |         |   |                  |                  |                  |                  |
|  |                            | Universidad Católica       | 0                          | 2                          | 2 |                 |                    |                    |                    |                    |  |              |                            |                            |                            |                            |         |   |                  |                  |                  |                  |
|  | Grêmio                     | Universidad Católica       | 0                          | 2                          | 2 | 1               | 0                  | 1                  |                    |                    |  |              |                            |                            |                            |                            |         |   |                  |                  |                  |                  |
|  | Grêmio                     |                            |                            |                            |   | 1               | 0                  | 1                  |                    |                    |  |              |                            |                            |                            |                            |         |   |                  |                  |                  |                  |
|  | Universidad Católica       | 2                          | 1                          | 3                          |   |                 |                    |                    |                    |                    |  |              |                            |                            |                            |                            |         |   |                  |                  |                  |                  |
|  | Universidad Católica       | 2                          | 1                          | 3                          |   |                 |                    |                    |                    |                    |  | Peñarol (gf) | 1                          | 1                          | 2                          |                            |         |   |                  |                  |                  |                  |
|  |                            |                            |                            |                            |   |                 |                    |                    |                    |                    |  | Peñarol (gf) | 1                          | 1                          | 2                          |                            |         |   |                  |                  |                  |                  |
|  |                            | Vélez Sarsfield            | 0                          | 2                          | 2 |                 |                    |                    |                    |                    |  |              |                            |                            |                            |                            |         |   |                  |                  |                  |                  |
|  | Vélez Sarsfield            | Vélez Sarsfield            | 0                          | 2                          | 2 | 3               | 2                  | 5                  |                    |                    |  |              |                            |                            |                            |                            |         |   |                  |                  |                  |                  |
|  | Vélez Sarsfield            |                            |                            |                            |   | 3               | 2                  | 5                  |                    |                    |  |              |                            |                            |                            |                            |         |   |                  |                  |                  |                  |
|  | LDU Quito                  | 0                          | 0                          | 0                          |   |                 |                    |                    |                    |                    |  |              |                            |                            |                            |                            |         |   |                  |                  |                  |                  |
|  | LDU Quito                  | 0                          | 0                          | 0                          |   | Vélez Sarsfield | 3                  | 4                  | 7                  |                    |  |              |                            |                            |                            |                            |         |   |                  |                  |                  |                  |
|  |                            |                            |                            |                            |   | Vélez Sarsfield | 3                  | 4                  | 7                  |                    |  |              |                            |                            |                            |                            |         |   |                  |                  |                  |                  |
|  |                            | Libertad                   | 0                          | 2                          | 2 |                 |                    |                    |                    |                    |  |              |                            |                            |                            |                            |         |   |                  |                  |                  |                  |
|  | Fluminense                 | Libertad                   | 0                          | 2                          | 2 | 3               | 0                  | 3                  |                    |                    |  |              |                            |                            |                            |                            |         |   |                  |                  |                  |                  |
|  | Fluminense                 |                            |                            |                            |   | 3               | 0                  | 3                  |                    |                    |  |              |                            |                            |                            |                            |         |   |                  |                  |                  |                  |
|  | Libertad                   | 1                          | 3                          | 4                          |   |                 |                    |                    |                    |                    |  |              |                            |                            |                            |                            |         |   |                  |                  |                  |                  |
|  | Libertad                   | 1                          | 3                          | 4                          |   |                 |                    |                    |                    |                    |  |              |                            |                            |                            |                            | Peñarol | 0 | 1                | 1                |                  |                  |
|  |                            |                            |                            |                            |   |                 |                    |                    |                    |                    |  |              |                            |                            |                            |                            |         | 0 | 1                | 1                |                  |                  |
|  |                            | Santos                     | 0                          | 2                          | 2 |                 |                    |                    |                    |                    |  |              |                            |                            |                            |                            |         |   |                  |                  |                  |                  |
|  | Once Caldas                | Santos                     | 0                          | 2                          | 2 | 1               | 2                  | 3                  |                    |                    |  |              |                            |                            |                            |                            |         |   |                  |                  |                  |                  |
|  | Once Caldas                |                            |                            |                            |   | 1               | 2                  | 3                  |                    |                    |  |              |                            |                            |                            |                            |         |   |                  |                  |                  |                  |
|  | Cruzeiro                   | 2                          | 0                          | 2                          |   |                 |                    |                    |                    |                    |  |              |                            |                            |                            |                            |         |   |                  |                  |                  |                  |
|  | Cruzeiro                   | 2                          | 0                          | 2                          |   | Once Caldas     | 0                  | 1                  | 1                  |                    |  |              |                            |                            |                            |                            |         |   |                  |                  |                  |                  |
|  |                            |                            |                            |                            |   | Once Caldas     | 0                  | 1                  | 1                  |                    |  |              |                            |                            |                            |                            |         |   |                  |                  |                  |                  |
|  |                            | Santos                     | 1                          | 1                          | 2 |                 |                    |                    |                    |                    |  |              |                            |                            |                            |                            |         |   |                  |                  |                  |                  |
|  | Santos                     | Santos                     | 1                          | 1                          | 2 | 1               | 0                  | 1                  |                    |                    |  |              |                            |                            |                            |                            |         |   |                  |                  |                  |                  |
|  | Santos                     |                            |                            |                            |   | 1               | 0                  | 1                  |                    |                    |  |              |                            |                            |                            |                            |         |   |                  |                  |                  |                  |
|  | América                    | 0                          | 0                          | 0                          |   |                 |                    |                    |                    |                    |  |              |                            |                            |                            |                            |         |   |                  |                  |                  |                  |
|  | América                    | 0                          | 0                          | 0                          |   |                 |                    |                    |                    |                    |  | Santos       | 1                          | 3                          | 4                          |                            |         |   |                  |                  |                  |                  |
|  |                            |                            |                            |                            |   |                 |                    |                    |                    |                    |  | Santos       | 1                          | 3                          | 4                          |                            |         |   |                  |                  |                  |                  |
|  |                            | Cerro Porteño              | 0                          | 3                          | 3 |                 |                    |                    |                    |                    |  |              |                            |                            |                            |                            |         |   |                  |                  |                  |                  |
|  | Jaguares (gf)              | Cerro Porteño              | 0                          | 3                          | 3 | 1               | 3                  | 4                  |                    |                    |  |              |                            |                            |                            |                            |         |   |                  |                  |                  |                  |
|  | Jaguares (gf)              |                            |                            |                            |   | 1               | 3                  | 4                  |                    |                    |  |              |                            |                            |                            |                            |         |   |                  |                  |                  |                  |
|  | Junior de Barranquilla     | 1                          | 3                          | 4                          |   |                 |                    |                    |                    |                    |  |              |                            |                            |                            |                            |         |   |                  |                  |                  |                  |
|  | Junior de Barranquilla     | 1                          | 3                          | 4                          |   | Jaguares        | 1                  | 0                  | 1                  |                    |  |              |                            |                            |                            |                            |         |   |                  |                  |                  |                  |
|  |                            |                            |                            |                            |   | Jaguares        | 1                  | 0                  | 1                  |                    |  |              |                            |                            |                            |                            |         |   |                  |                  |                  |                  |
|  |                            | Cerro Porteño              | 1                          | 1                          | 2 |                 |                    |                    |                    |                    |  |              |                            |                            |                            |                            |         |   |                  |                  |                  |                  |
|  | Estudiantes                | Cerro Porteño              | 1                          | 1                          | 2 | 0               | 0                  | 0 (3)              |                    |                    |  |              |                            |                            |                            |                            |         |   |                  |                  |                  |                  |
|  | Estudiantes                |                            |                            |                            |   | 0               | 0                  | 0 (3)              |                    |                    |  |              |                            |                            |                            |                            |         |   |                  |                  |                  |                  |
|  | Cerro Porteño (pen)        | 0                          | 0                          | 0 (5)                      |   |                 |                    |                    |                    |                    |  |              |                            |                            |                            |                            |         |   |                  |                  |                  |                  |

### Final
Jogo de ida
| 15 de junho   | Peñarol | 0 – 0     | Santos | Estádio Centenario, Montevidéu |
| 21:50 (UTC-3) |         | Relatório |        | Árbitro: PAR Carlos Amarilla   |

| Peñarol | Santos |

Jogo de volta
| 22 de junho   | Santos                  | 2 – 1     | Peñarol           | Estádio do Pacaembu, São Paulo |
| 21:50 (UTC-3) | Neymar 46' · Danilo 68' | Relatório | Durval 79' (g.c.) | Árbitro: ARG Sergio Pezzotta   |

| Santos | Peñarol |

## Premiação

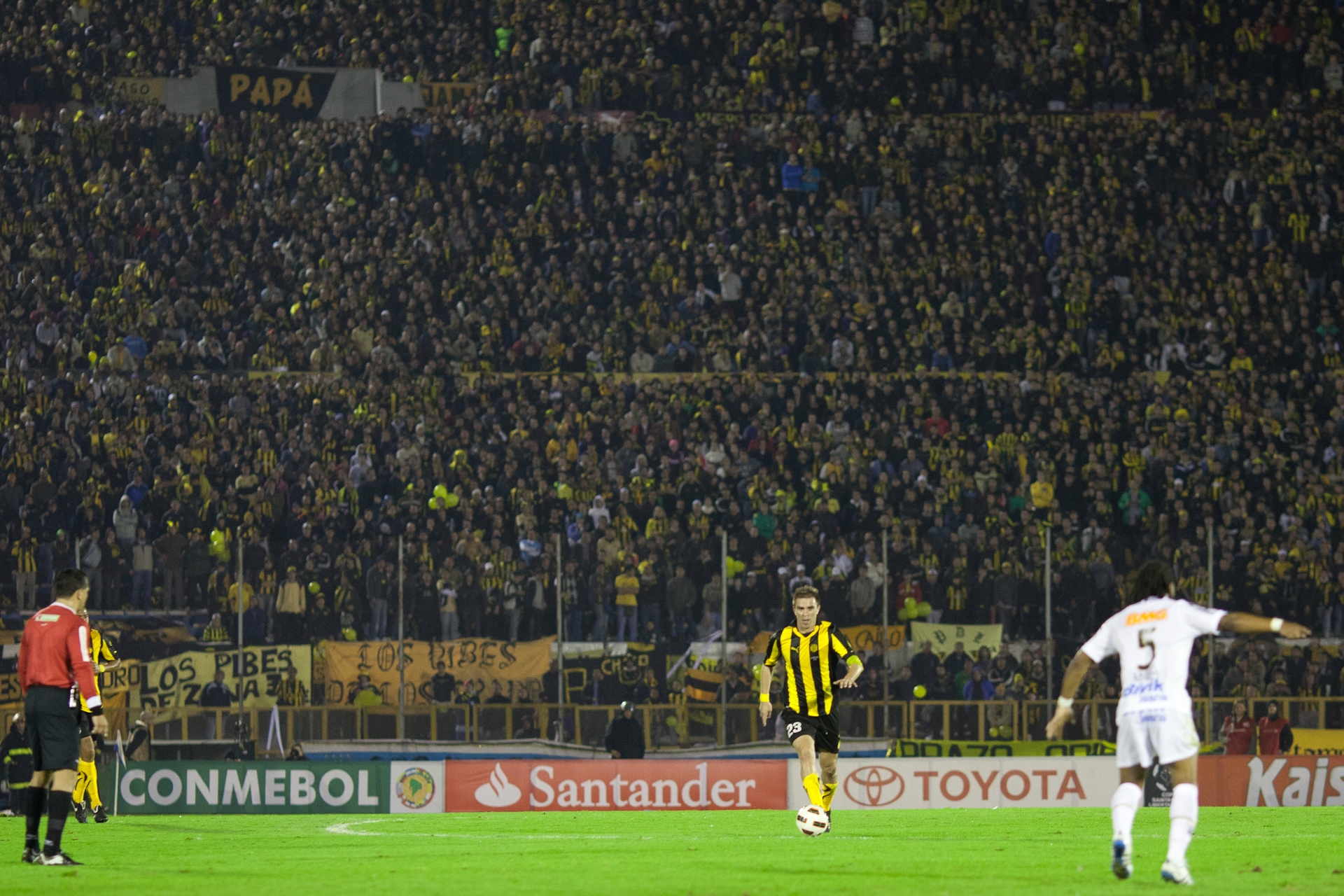
Primeira partida da final, disputada no Estádio Centenario, em Montevidéu

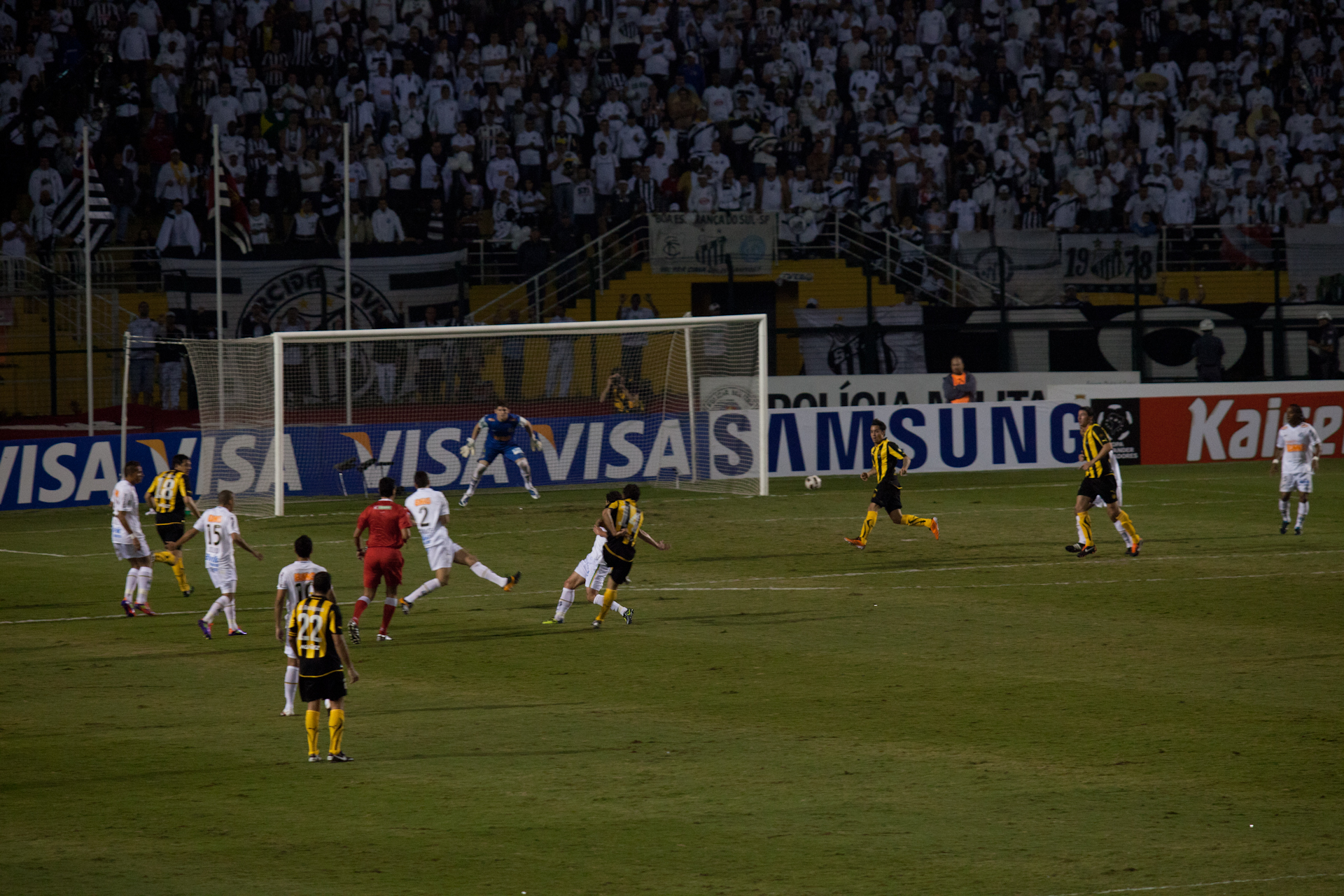
Segunda partida da final, disputada no Estádio do Pacaembu, em São Paulo

| Copa Libertadores da América de 2011 |
| ------------------------------------ |
| SANTOS Campeão (3º título)           |

## Artilharia
| 7 gols (2) - Roberto Nanni (Cerro Porteño) - Wallyson (Cruzeiro) 6 gols (2) - Lucas Pratto (Universidad Católica) - Neymar (Santos) 5 gols (3) - Juan Manuel Olivera (Peñarol) - Maximiliano Moralez (Vélez Sársfield) - Wason Rentería (Once Caldas) 4 gols (13) - Antonio Salazar (Jaguares) - Augusto Fernández (Vélez Sársfield) - Carlos Bacca (Junior) - Danilo (Santos) - Douglas (Grêmio) - Esteban Paredes (Colo-Colo) - Franco Niell (Argentinos Juniors) - Jonathan Fabbro (Cerro Porteño) - Leandro Damião (Internacional) - Nicolás Pavlovich (Libertad) - Rafael Moura (Fluminense) - Santiago Silva (Vélez Sársfield) - Thiago Ribeiro (Cruzeiro) 3 gols (23) - André Lima (Grêmio) - Antonio Pedroza (Jaguares) - Borges (Grêmio) - Danny Santoya (Deportes Tolima) - Diego Rubio (Colo-Colo) - Elano (Santos) - Ezequiel Miralles (Colo-Colo) - Facundo Parra (Independiente) - Hernán Rodrigo López (Estudiantes) - Jackson Martínez (Jaguares) - Juan Manuel Martínez (Vélez Sársfield) - Leandro González (Estudiantes) - Luis Páez (Junior) - Mario Bolatti (Internacional) - Michael Arroyo (San Luis) - Oscar (Internacional) - Rodrigo Rojas (Libertad) - Roger (Cruzeiro) - Rubén Ramírez (Godoy Cruz) - Santiago García (Nacional) - Santiago Salcedo (Argentinos Juniors) - Vicente Sánchez (América) - Walter Montillo (Cruzeiro) 2 gols (36) - Alejandro Martinuccio (Peñarol) - Braulio Leal (Unión Española) - Carlos Elías (León de Huánuco) - Cristóbal Jorquera (Colo-Colo) - Daniel Márquez (América) - David Ramírez (Vélez Sársfield) - Dayro Moreno (Once Caldas) - Emiliano Papa (Vélez Sársfield) - Fernando Meneses (Universidad Católica) - Fred (Fluminense) - Germán Alemanno (Universidad San Martín) - Gilberto (Cruzeiro) - Héber Arriola (Universidad San Martín) - Hernán Barcos (LDU Quito) - Jhasmani Campos (Oriente Petrolero) - Jhon Viáfara (Junior) - José Ortigoza (Cruzeiro) - Juan Carlos Arce (Oriente Petrolero) - Juan Carlos Medina (San Luis) - Juan Manuel Iturbe (Cerro Porteño) - Julio Gutiérrez (Deportivo Táchira) | 2 gols (continuação) - Luís Aguiar (Peñarol) - Luis Carlos Cabezas (Caracas) - Luis Núñez (Once Caldas) - Manuel Maciel (Libertad) - Matías Defederico (Independiente) - Nelson Barahona (Caracas) - Pablo Barrientos (Estudiantes) - Pablo Calandria (Universidad Católica) - Pedro Benítez (Cerro Porteño) - Sergio Aquino (Libertad) - Vicente Matías Vuoso (América) - Víctor Ayala (Libertad) - Vinícius Pacheco (Grêmio) - Walter Calderón (LDU Quito) - Zé Roberto (Internacional) 1 gol (116) - Alan Patrick (Santos) - Alcides Peña (Oriente Petrolero) - Andrés D'Alessandro (Internacional) - Andrés Scotti (Colo-Colo) - Andrés Silvera (Independiente) - Ángel Orué (Libertad) - Araújo (Fluminense) - Ariel Rojas (Godoy Cruz) - Carlos Alberto (Grêmio) - Carlos Luna (LDU Quito) - Carlos Marinelli (Universidad San Martín) - Carlos Sánchez (Godoy Cruz) - Carlos Zegarra (León de Huánuco) - César Benítez (Cerro Porteño) - Christian Marrugo (Deportes Tolima) - Cristian Menéndez (Emelec) - Cristian Pellerano (Independiente) - Cristian Sánchez Prette (Argentinos Juniors) - Daniel Montenegro (América) - Darío Conca (Fluminense) - Darío Rodríguez (Peñarol) - David Quiroz (Emelec) - Deco (Fluminense) - Diego Amaya (Once Caldas) - Edgar Andrade (Jaguares) - Edgar Jiménez (Caracas) - Edgar Pérez Greco (Deportivo Táchira) - Edu Dracena (Santos) - Eduardo Morante (Emelec) - Emiliano Alfaro (Liverpool) - Ernesto Farías (Cruzeiro) - Fabián Estoyanoff (Peñarol) - Fábio Mineiro (Jorge Wilstermann) - Federico Fernández (Estudiantes) - Felipe Noguera (Deportes Tolima) - Fernando Cordero (Unión Española) - Fernando Giménez (Emelec) - Fernando Ortiz (Vélez Sársfield) - Fernando Saucedo (Oriente Petrolero) - Fernando Tobio (Vélez Sársfield) - Francisco Pizarro (Universidad Católica) - Francisco Torres (Jaguares) - Gerson Chacón (Deportivo Táchira) - Gianfranco Labarthe (Universidad San Martín) - Gílson (Grêmio) - Giovanni Hernández (Junior) - Guillermo Franco (Vélez Sársfield) - Gum (Fluminense) - Gustavo Oberman (Argentinos Juniors) - Iván Bella (Vélez Sársfield) - Iván Piris (Cerro Porteño) - Iván Torres (Cerro Porteño) - Jonathan (Santos) - Jorge Daniel González (Libertad) | 1 gol (continuação) - Jorge Rodríguez (Jaguares) - José Luis Villanueva (Universidad Católica) - José Núñez (Libertad) - Josef Martínez (Caracas) - Jossymar Gómez (Junior) - Juan Brown (Jorge Wilstermann) - Juan Manuel Cavallo (San Luis) - Juan Manuel Lucero (Cerro Porteño) - Juan Valencia (Junior) - Julián Benítez (Guaraní) - Júlio César (Fluminense) - Julio dos Santos (Cerro Porteño) - Julio Frias (Jaguares) - Kevin Harbottle (Unión Española) - Kléber (Internacional) - Leandro Delgado (Unión Española) - Leonardo Monje (Unión Española) - Leonel Núñez (Independiente) - Louis Angelo Peña (Caracas) - Lucas Wilchez (Colo-Colo) - Lúcio (Grêmio) - Luis Bolaños (LDU Quito) - Luis Closa (Deportes Tolima) - Maikon Leite (Santos) - Marquinho (Fluminense) - Martín Ligüera (Unión Española) - Matias Corujo (Peñarol) - Matías Mier (Peñarol) - Matías Mirabaje (Once Caldas) - Maureen Franco (Liverpool) - Michael Quiñónez (Deportivo Quito) - Miguel Samudio (Libertad) - Miller Bolaños (LDU Quito) - Milovan Mirosevic (Universidad Católica) - Néicer Reasco (LDU Quito) - Nicolás Fernández (Oriente Petrolero) - Nicolás Freitas (Peñarol) - Nicolás Guevara (Liverpool) - Nicolás Sánchez (Godoy Cruz) - Nicolás Torres (Jorge Wilstermann) - Omar Pouso (Libertad) - Orlando Rodríguez (León de Huánuco) - Pablo Caballero (Guaraní) - Patricio Jerez (Colo-Colo) - Patricio Rodríguez (Independiente) - Patricio Urrutia (LDU Quito) - Paúl Ambrosi (LDU Quito) - Paulo Henrique Ganso (Santos) - Rafael Sóbis (Internacional) - Ricardo Álvarez (Vélez Sársfield) - Ricardo Esqueda (Jaguares) - Roberto Gutiérrez (Universidad Católica) - Rodolfo Gamarra (Libertad) - Ronald Quinteros (Universidad San Martín) - Sebastián Domínguez (Vélez Sársfield) - Sebastián Jaime (Unión Española) - Sergio Herrera (Deportivo Táchira) - Tomás Costa (Universidad Católica) - Víctor Cortés (Junior) - Víctor Guazá (Deportivo Petare) - Wilder Medina (Deportes Tolima) - Zé Eduardo (Santos) Gols contra (8) - Carlos Adrián Valdez (Peñarol, para a LDU Quito) - Darío Rodríguez (Peñarol, para o Godoy Cruz) - Diego Barreto (Cerro Porteño, para o Santos) - Durval (Santos, para o Peñarol) - Giovanny Espinoza (Unión Española, para a U. Católica) - Hernán Fredes (Independiente, para o Godoy Cruz) - Juan Brown (Jorge Wilstermann, para o Internacional) - Julián Velázquez (Independiente, para a LDU Quito) |